# Glukosamin
Glukosamin (ATC-kod: M01AX05) är en kroppsegen substans som är en komponent i en av kroppens polysackarider. Glukosamin spelar en stor roll i bildandet av senor och brosk.
Glukosamin har inte visat sig kunna lindra besvär vid reumatiska sjukdomar och artros bättre än placebo .